# Aleksiej Riazanow
Aleksiej Konstantinowicz Riazanow (ros. Алексей Константинович Рязанов, ur. 27 lutego 1920 we wsi Bolszaja Koczetowka w obwodzie tambowskim, zm. 1 sierpnia 1992 w Moskwie) – radziecki lotnik wojskowy, generał major lotnictwa, dwukrotny Bohater Związku Radzieckiego (1943 i 1945).

## Życiorys
Od 1939 służył w Armii Czerwonej, ukończył wojskową lotniczą szkołę pilotów w Borisoglebsku, w 1942 został członkiem WKP(b). W wojnie z Niemcami walczył na Froncie Południowo-Zachodnim, Centralnym, Briańskim, Stalingradzkim, Południowym, Północno-Kaukaskim i 2 Nadbałtyckim, był dowódcą eskadry i pomocnikiem dowódcy pułku lotnictwa myśliwskiego w składzie 4 Armii Powietrznej. Wykonał ok. 550 lotów bojowych i stoczył ponad sto walk powietrznych, w których strącił osobiście 32 samoloty wroga i 16 w grupie. W 1950 ukończył Akademię Wojskową im. Frunzego, a w 1958 Akademię Sztabu Generalnego, pracował w sztabie Moskiewskiego Okręgu Wojskowego i w sztabie Sił Powietrznych i Wojsk Obrony Przeciwlotniczej Kraju, w 1970 otrzymał stopień generała majora lotnictwa, w sierpniu 1975 zwolniono go do rezerwy.

## Odznaczenia
- Złota Gwiazda Bohatera Związku Radzieckiego (dwukrotnie - 24 sierpnia 1943 i 18 sierpnia 1945)
- Order Lenina (trzykrotnie - 1942, 1943 i 1955)
- Order Czerwonego Sztandaru (czterokrotnie - 1943, 1944, 1945 i 1954)
- Order Aleksandra Newskiego (1943)
- Order Wojny Ojczyźnianej I klasy (dwukrotnie - 1944 i 1985)
- Order Czerwonej Gwiazdy (dwukrotnie - 1941 i 1945)
- Order „Za służbę Ojczyźnie w Siłach Zbrojnych ZSRR” III klasy (1975)

I medale.